# Acalypha erosa
Acalypha erosa är en törelväxtart som beskrevs av Henry Hurd Rusby. Acalypha erosa ingår i släktet akalyfor, och familjen törelväxter. Inga underarter finns listade i Catalogue of Life.